# 도쿠가와 이에미쓰
도쿠가와 이에미쓰(일본어: 徳川 家光, 1604년 8월 12일 ~ 1651년 6월 8일, 재위 1623년 - 1651년)는 일본 에도 막부의 제3대 쇼군이다.
1623년 아버지 도쿠가와 히데타다(徳川秀忠)로부터 쇼군 자리를 물려받았으나 1632년에 가서야 비로소 실권을 장악하였다. 막부의 지배 체제를 강화하였으며 1638년 기독교를 믿는 농민들의 반란인 시마바라의 난(島原の乱)을 계기로 기독교 단속과 쇄국 체제를 더욱 강화하였다. 이후 일본과 교역이 허가된 나라는 오직 조선, 청나라 그리고 전도를 하지 않는 네덜란드의 3국 뿐이었다.
묘소는 닛코(日光) 린노지(輪王寺)에 있다.

## 생애

### 유년기
게이초 9년(1604년) 7월 17일 에도성 니시노마루(西の丸)에서 출생하였다. 아버지는 에도 바쿠후의 2대 쇼군 토쿠가와 히데타다이며, 어머니는 히데타다의 정실 에요(江与)이다. 이미 히데타다에게는 장남 나가마루(長丸)가 있었으나 이에미쓰가 태어날 즈음에는 이미 요절하여, 사실상 이에미츠가 후계자로 여겨졌으므로 조부 도쿠가와 이에야스(徳川家康)의 아명인 다케치요(竹千代)를 아명으로 물려받아 사용하였다. 유모는 아케치 미쓰히데의 가신이었던 사이토 도시미쓰의 딸이자 이나바 마사나리의 정실인 가스가노 쓰보네이다.
게이초 10년(1605년) 아버지 히데타다가 정식으로 2대 쇼군의 자리에 취임하였다.
게이초 11년(1606년) 동복 동생인 구니마쓰(国松, 후일의 도쿠가와 다다나가)가 출생하였다. 후세의 기록인 『무야촉담(武野燭談)』에 따르면 두 형제의 양친은 병약하고 말을 더듬었던 장남 이에미쓰에 비해 차남 다다나가를 더 총애하여 후계자로 삼고자 하였으나, 이에 위기감을 느낀 가스가노 쓰보네가 오고쇼(大御所)로 물러나 있던 이에야스에게 장유유서를 명분으로 직소하여 이에미쓰를 후계자로 확립하는 데 일조하였다고 한다. 실제 이 기록의 진위 여부는 불분명하나 기록상 이에미쓰가 후계자로 확실시된 시점은 겐나 원년(1615년) 무렵으로 추정되고 있다.
겐나 2년(1616년) 5월 사카이 다다토시, 나이토 기요쓰구, 아오야마 다다토시 등을 맞아들인 것을 시작으로 9월에는 약 60명의 소년들을 시동으로 들여 일련의 가신단을 구성하였다. 겐나 3년 정식으로 쇼군 후계자의 거처인 니시노 마루에 들었고, 겐나 4년 조정의 칙사를 맞이하는 등 공식 행사를 수행하였다.
겐나 6년 관례를 치르고 다케치요에서 이에미쓰(家光)로 개명한 뒤 종 3위 곤다이나곤(権大納言)에 임명되었다. 본래는 「이에타다(家忠)」로 개명할 것이 결정되었으나, 스덴(崇伝)의 추천으로 「이에미쓰」가 낙점되었다.
겐나 9년(1623년) 3월 5일 쇼군 후계자로서 우코노에곤다이쇼(右近衛大将)에 임명되었다. 같은 해 아버지 히데타다와 함께 교토로 상경하여 7월 27일 후시미성(伏見城)에서 정식으로 쇼군 선지를 받고 3대 쇼군으로 취임함과 동시에 나다이진(内大臣)에 임명되었다. 같은 해 12월 셋케의 일원인 다카쓰카사(鷹司) 가문의 다카코(孝子)와 혼인하여 정실로 맞아들였다.

### 치세와 사망
치세 초기에는 오고쇼로 물러난 부친 히데타다가 여전히 군사 지휘권 등의 정치적 실권을 장악하여 사실상 히데타다 - 이에미쓰 2원 구도로 정치 체제가 운용되었다. 실제로 간에이 3년(1626년) 7월 고미즈노오 천황의 니조 행차 당시 히데타다와 함께 교토에 상경하였을 때에도 쇼군인 이에미쓰 본인보다 오고쇼인 히데타다가 다테 마사무네, 사타케 요시노부 등의 유력 다이묘와 하타모토 등을 다수 거느리고 상경하였으며 천황 알현 이후에도 이에미쓰가 사다이진(左大臣) 겸 사코노에곤다이쇼(左近衛大将)로 승격한 데 그친 것에 비해 히데타다는 태정대신(太政大臣)으로 승격하였다.

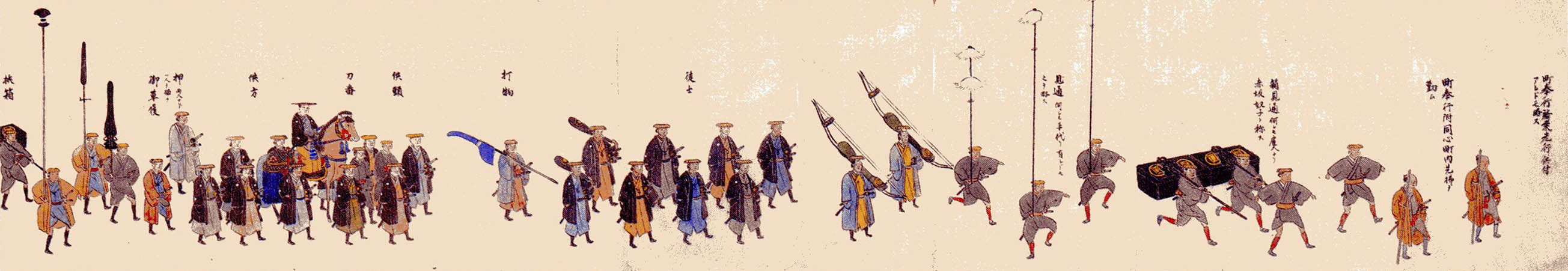
산킨코타이

간에이 9년(1632년) 히데타다가 사망하면서 비로소 이에미쓰 1원 구도로 사실상의 친정을 시작하였다. 하타모토를 중심으로 직할 영지의 재편에 착수하여 막부의 재정 및 권력 구축을 확고하게 하였으며 로주(老中), 와카도시요리(若年寄), 부교(奉行), 오메쓰케(大目付) 제도를 도입하여 현직 쇼군을 중심으로 한 강력한 독재 체제를 확립하였다. 간에이 12년(1635년)에는 부케(武家) 법도를 개정하여 다이묘들 사이에 이미 관례로 자리잡아 있던 산킨코타이(参勤交代)를 법적으로 제도화하였다.
대외적으로는 나가사키 무역의 이익을 막부가 독점하기 위하여 무역을 통제하고 기독교 탄압을 한층 강화하였다. 간에이 14년(1637년) 시마바라의 난을 거쳐 간에이 18년(1641년)에는 쇄국 체제가 완성되었다. 이 같은 막부의 권력 강화를 목적으로 한 이에미쓰 시대까지의 정치는 후세의 「문치 정치(文治政治)」와 대비하여 「무단 정치(武断政治)」로도 불린다. 같은 해에는 이에미쓰의 나이 37세만에 비로소 장남 다케치요(竹千代, 후일의 4대 쇼군 도쿠가와 이에쓰나)가 태어났다.
간에이 19년(1642년) 간에이 대기근이 일어났으나 막부 체제는 흔들리지 않고 유지되었다. 이후 농민 통제의 일환으로 전답 매매를 금지하였다.
게이안 3년, 병이 들어 각종 의례를 장남 이에쓰나에게 위임하였다.
이듬해 4월 향년 48세로 에도성에서 사망하였다. 이때 홋타 마사모리, 아베 시게쓰구 등이 이에미쓰를 따라 순사하였다.

## 부인과 자녀
이에미쓰의 삼남 쓰나시게, 사남 쓰나요시는 각각 고후 도쿠가와가(甲府徳川家), 다테바야시 도쿠가와가(館林徳川家)라는 가문을 창설하여 고료덴(御両典)이라 불렸다. 이 가문들은 비록 영지가 도쿠가와 고산케 보다는 적었지만 가격은 높았다. 이 두 가문이 멸문한 이후에야 고산케에서 쇼군이 나올 수 있었다.
- 정실 : 다카쓰카사 다카코(應司孝子, 1602~1674)
- 측실 : 지쇼인(自証院, ?~1640) - 오후리노가타(お振の方)
  - 장녀 : 지요히메(千代姫, 1637~1699) - 후의 레이센인(霊仙院), 오와리 도쿠가와가 제2대 당주 도쿠가와 미쓰토모의 정실
- 측실 : 호주인(宝樹院, 1621~1653) - 오라쿠노가타(お楽の方)
  - 장남 : 이에쓰나(家綱, 1641~1680) - 제4대 쇼군
- 측실 : 오마사노가타(おまさの方)
  - 차남 : 가메마쓰(亀松, 1643~1647)
- 측실 : 준쇼인(順性院, 1622~1683) - 오나쓰노가타(お夏の方)
  - 3남 : 쓰나시게(綱重, 1644~1678) - 고후 재상. 제6대 쇼군 도쿠가와 이에노부의 생부
- 측실 : 게이쇼인(桂昌院, 1627~1705) - 오타마노가타(お玉の方)
  - 4남 : 쓰나요시(綱吉, 1646~1709) - 다테바야시 참의, 제5대 쇼군
- 측실 : 조코인(定光院, ?~1674) - 오리사노가타(お里佐の方)
  - 5남 : 쓰루마쓰(鶴松, 1647~1648)
- 측실 : 에이코인(永光院, 1624~1711) - 오만노가타(お万の方). 원래는 비구니였으나, 이에미쓰의 명으로 환속하여 후실이 되었다. 총애를 받았으나 자녀는 없었다.
- 측실 : 호신인(芳心院, 1614~1691) - 오코토노가타(お琴の方)

## 인물상

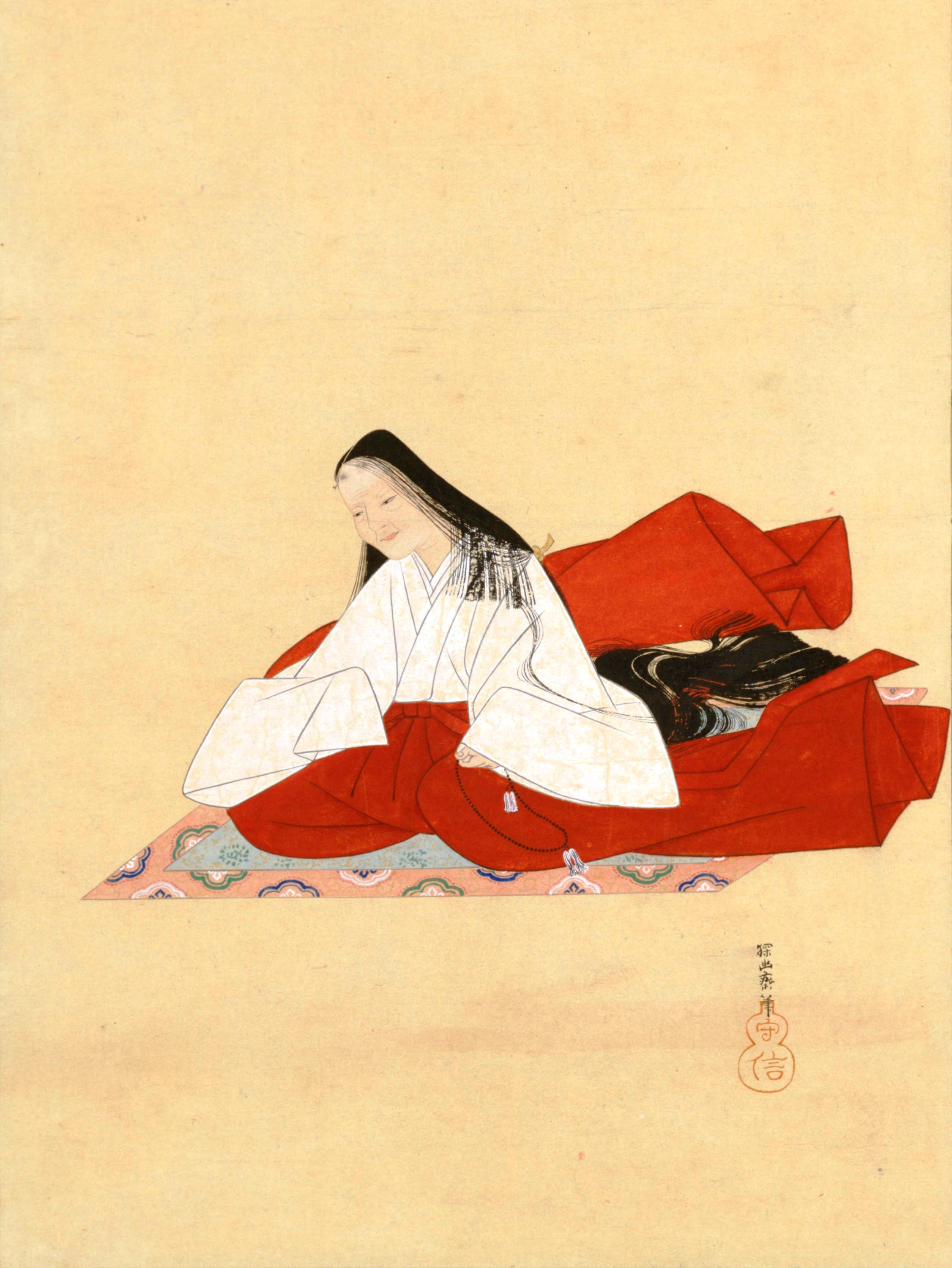
가스가노 쓰보네

- 15명의 에도 막부 쇼군 중 측실이 아닌 정실 소생은 이에야스, 이에미쓰 및 요시노부 3명 뿐이며, 그 중에서도 미다이도코로(御台所) 슬하 태생으로는 이에미쓰가 유일하다. 그러나 이에미쓰의 유년기 쇼군 후계자가 되기 전에는 이에야스의 숨겨진 아들로, 어머니가 그의 유모인 가스가노 쓰보네라는 낭설이 떠돌아, 사실 무근이라는 발표 아래 2대 쇼군 히데타다의 후계로서 3대 쇼군의 자리에 올랐다. 하지만 현재까지도 이에 대한 진실과 관련된 연구는 계속 이어지고 있다.

- 미복을 하고 성에서 나와 잠행하는 것을 즐겼다고 한다. 가쓰 가이슈의 『히카와 세이와(氷川清話)』에는 이 같은 이에미쓰의 버릇을 고쳐 주기 위해 한 노승이 힘 센 남자 한 명을 고용하여 이에미쓰에게 싸움을 걸게 하였다는 속화가 기록되어 있다. 쇼군이 된 뒤에도 말을 타고 수행원들을 따돌리며 멀리 나가거나 성 밖 다이묘의 저택으로 행차하는 것을 좋아하였으며, 무예를 즐겨 간에이 어전 검도대회, 게이안 어전 검도대회 등을 개최하였고 특히 검술을 좋아하여 야규 무네노리를 사범으로 맞아들여 사사받은 뒤 야규 신카게류(柳生新陰流)의 면허를 획득하기도 하였다.

- 이에야스, 히데타다와 같이 노(能)를 좋아하였으나 풍류로 즐기거나 배우의 공연을 보는 것보다는 다이묘나 가신들이 연기하는 것을 더 좋아하였다고 한다.

- 도쇼 다이곤겐(東照大権現)으로 추숭된 조부 이에야스로부터 사랑받았던 것으로 여겨지고 있다. 이에미쓰의 유모 가스가노 쓰보네가 남긴 「도쇼 다이곤겐 축사(東照大権現祝詞)」에 따르면, 병약하게 태어나 3세 무렵 중병을 앓던 이에미쓰가 이에야스가 직접 조제한 약을 먹고 쾌유하였고, 이후 이에미쓰가 병을 앓을 때마다 이에야스가 이에미쓰의 꿈에 나타나 병이 낫는 일이 많았으며, 이에미쓰를 소홀하게 취급하는 히데타다와 스겐인에게 격노한 이에야스가 이에미쓰를 직접 자신의 거처인 슨푸로 불러 양자로 삼은 뒤 3대 쇼군의 자리를 물려주겠다며 아들 부부를 크게 질책하였다고 한다. 이에미쓰 또한 간에이 13년(1636년) 도쇼구(東照宮)가 완공되자 전 생애에 걸쳐 10회 방문하였으며,[2] 만년에 종종 이에야스를 꿈에 보고 가노 단유(狩野探幽)에게 몇 번씩 이에야스의 초상을 그리도록 하기도 하였다. 또한 몸에 지니고 다녔던 부적 주머니에 「2세 곤겐, 2세 쇼군」,「사는 것이나 죽는 것이나 뭐든지 다이곤겐님 뜻대로」등의 글귀가 쓰인 종이를 넣고 다니기도 하였다.

- 젊은 시절에는 남색을 즐겨[3] 여인을 가까이하지 않아 후계자 문제를 걱정한 가스가노 쓰보네가 몇 차례 이에미쓰 취향의 여인들을 각처에서 모집하여 이에미쓰의 관심을 끌어보려 하였다고 한다. 만년에는 측실 오후리가 장녀 치요히메를 낳은 것을 시작으로 여러 자녀들이 태어났으며, 몇 명의 측실을 총애하기도 하였다. 반면 정실 다카쓰카사 다카코와는 혼인 초부터 말년까지 계속 사이가 험악하여, 결국 다카코를 오오쿠로부터 나카노 마루로 강제 이주시켰다. 또한 임종 당시 유품을 분배할 때에도 다카코에게는 금 50냥과 몇 가지 소소한 다도 도구를 준 것에 불과하였고, 측실들과의 사이에서 태어난 자녀들을 다카코가 양자로 삼도록 허락해주지도 않는 등 평생에 걸쳐 다카코를 푸대접하였다.

- 어린 시절부터 병약하여 자주 병을 앓았다. 병이 들 때마다 이불을 5,6겹씩 두껍게 덮는 습관이 있었고, 의사들이 자신과 다른 의견을 내보이면 격렬하게 화를 내는 경우가 종종 있어 병이 오히려 악화되는 경우도 많았다고 한다.

- 센고쿠 시대에 살아남은 무장들인 다테 마사무네, 도도 다카토라, 모리 히데모토, 다치바나 무네시게 등을 총애하여 그들로부터 전투 이야기를 듣는 것을 좋아하였다. 특히 다테 마사무네를 깊이 존경하여 에도 시대 도쿠가와 바쿠후를 섬긴 영주에 대한 대접으로는 지나칠 정도의 정중한 대우를 하였다고 한다. 마사무네가 사망한 뒤에는 그의 중신인 다테 시게자네를 총애하여 시게자네가 등성할 때마다 그로부터 전쟁 이야기를 청하여 히토토리바시 전투 등에 대한 이야기를 자주 즐겨 들었다. 이에미쓰가 쇼군 취임 이후 「나는 태어날 때부터 쇼군으로 태어났다」라는 호전적인 발언을 한 데에는 마사무네의 조언이 큰 영향을 미쳤다는 설도 있다.

## 등장 작품

### 드라마
- 2000년 NHK 대하드라마 아오이 도쿠가와 삼대 - 오노에 타츠노스케(어린 시절 ~ 소년기 : 우치다 카가쿠 → 요시나가 카즈마 → 사토 케이스케 → 사카이 타케루 → 야마다 타카유키）
- 2004년 후지TV 드라마 《오오쿠 제1장》 배우: 니시지마 히데토시
- 2005년 후지TV 드라마 《오오쿠 제1장 스페셜 부제:桜散る》 배우: 니시지마 히데토시